# Kgl. Skuespiller Olaf Poulsen i sit Paaklædningsværelse paa det Kgl. Teater
Kgl. Skuespiller Olaf Poulsen i sit Paaklædningsværelse paa det Kgl. Teater er en dansk dokumentarisk optagelse fra 1913 med ukendt instruktør.

## Handling
Kongelig skuespiller Olaf Poulsen filmet i sin garderobe på Det kongelige teater, hvor han forbereder sig på rollen som Per Degn i Ludvig Holbergs komedie Erasmus Montanus. Skuespillerinden og datteren, Karen Lund, som skal spille Pernille, besøger ham i værelset. Politiken-journalist Anker Kirkeby kommer ind med blomster.